# Halina Podbielska
Halina Ewa Podbielska (ur. 1 marca 1954 w Jeleniej Górze) – polska inżynier podstawowych problemów techniki. Absolwentka z 1978 Politechniki Wrocławskiej oraz medycyny z 1987 na Akademii Medycznej we Wrocławiu. W 1980 jako asystent naukowy pracowała w Instytucie Fizyki na Uniwersytecie we Frankfurcie nad Menem, gdzie zajmowała się holografią obrazową i tęczową. Od 2002 profesor na Wydziale Podstawowych Problemów Techniki Politechniki Wrocławskiej.